# Júnior Fell
Júnior Fell (sinh ngày 10 tháng 4 năm 1992) là một cầu thủ bóng đá người Brasil.

## Sự nghiệp câu lạc bộ
Júnior Fell đã từng chơi cho Roasso Kumamoto.